# John Sewell (Politiker)

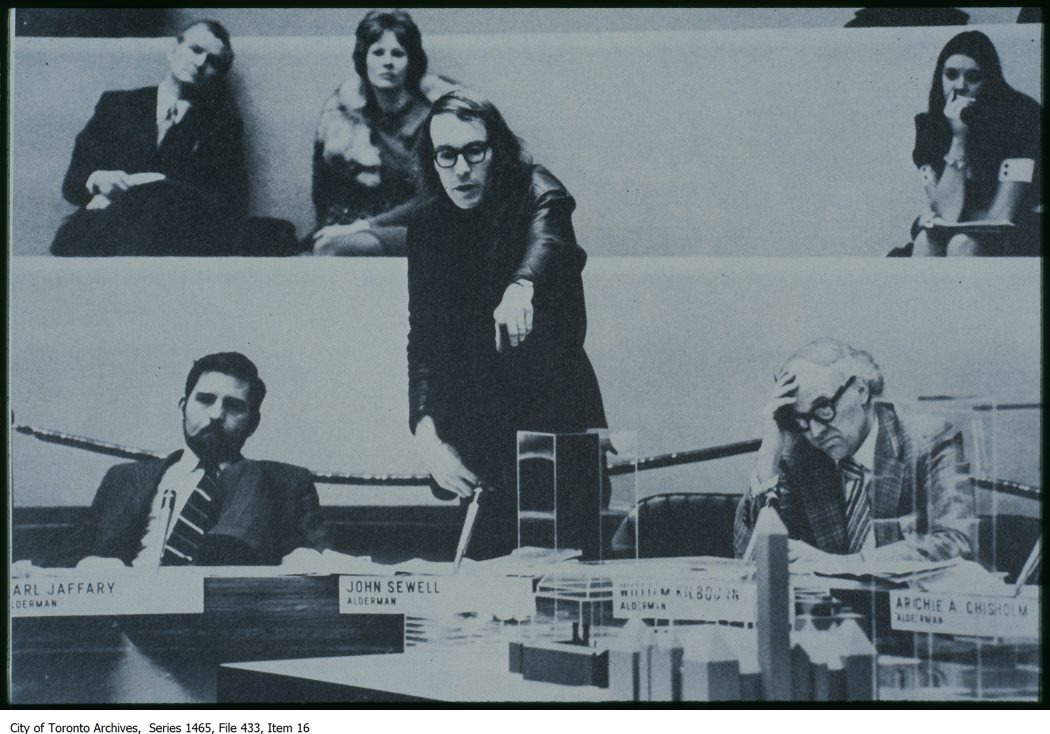
John Sewell (Mitte)

John Sewell (* 1940 in Toronto, Ontario) ist ein kanadischer Politiker, Publizist von Werken über kommunale und historische Themen und war vom 1. Dezember 1978 bis zum 30. November 1980 der 58. Bürgermeister von Toronto. Im Jahr 2005 erhielt Sewell die Auszeichnung Order of Canada.
Sewell wuchs im Torontoer Bezirk The Beaches auf und studierte u. a. an der University of Toronto englische Literatur. 1961 erlangte er darin seinen Abschluss. Politisch aktiv wurde Sewell erstmals im Jahr 1966, als er zusammen mit Einwohnern gegen die Zwangsenteignung und Nivellierung der Arbeiterklasse kämpfte. Er wurde 1969 in den Stadtrat gewählt und profilierte sich während dieser Zeit im Reformflügel des Rates. Bei den Bürgermeisterwahlen 1978 war der rechte Flügel zerstritten und teilte sich die Stimmen zwischen David Paul Smith und Tony O’Donohue auf. Sewell profitierte davon und konnte mit weniger als 50 % der Stimmen die Mehrheit auf sich vereinen. Während seiner Amtszeit wurde er von den Medien oft als radikal beschrieben. Er etablierte sich als Hauptkritiker der Torontoer Polizei, die, seiner Meinung nach, der Bevölkerung stärkere Rechenschaft schuldig sei. Er war ein Vorkämpfer für die Rechte der Schwulen. Obwohl er unterschiedliche politische Flügel für sich gewinnen konnte, verlor er trotz Stimmenzuwachs die Bürgermeisterwahlen am 10. November 1980 gegen den konservativen Politiker Art Eggleton. 1981 wurde er wieder in den Stadtrat gewählt, für den er bis 1984 tätig war.

## Publikationen
- Up Against City Hall (1972) James Lorimer and Company, ISBN 0-88862-021-7.
- Rowland Travel Guide to Toronto (with Charlotte Sykes) (1985) Rowland & Jacob, ISBN 0-921430-00-0.
- Police: Urban Policing in Canada (1986) James Lorimer and Company, ISBN 0-88862-744-0.
- The shape of the city: Toronto struggles with modern planning (1993) University of Toronto Press, ISBN 0-8020-7409-X.
- Houses and Homes: Housing for Canadians (1994) James Lorimer and Company. ISBN 1-55028-437-1.
- Redeveloping public housing projects (1999) Caledon Institute of Social Policy, ISBN 1-894159-67-5.
- Doors Open Toronto, Illuminating the City's Great Spaces (2002) Random House, ISBN 0-676-97498-8.
- Mackenzie, a political biography of William Lyon Mackenzie (2002) James Lorimer and Company, ISBN 1-55028-767-2.
- A New City Agenda (2004) Zephyr Press. ISBN 0-9734112-2-8.